# Metopius mimicus
Metopius mimicus là một loài tò vò trong họ Ichneumonidae.